# Eddie Durham's All-Star Girl Orchestra
Eddie Durham's All-Star Girl Orchestra est un orchestre de jazz composé de musiciennes afro-américaines, créé par le musicien et arrangeur Eddie Durham en janvier 1942,.
Le groupe se produit aux États-Unis et à l'étranger. L'orchestre, qui comprend entre 18 et 22 membres, attire des musiciennes d'autres orchestres dont les Harlem Playgirls et les International Sweethearts of Rhythm,,.

## Histoire
En juillet 1943, les All-Stars partent pour une tournée à travers les États-Unis et le Canada. Elles jouent à Columbus en Caroline du Nord et à Atlanta en Géorgie. L'orchestre participe à une série de concerts de soutien de l'USO auxquels il consacre une soirée par semaine, encourageant à l'achat d'obligations de guerre, soutenant le moral des troupes et jouant dans 72 camps militaires au Canada,. À la différence d'autres orchestres de l'époque qui se battaient pour leur survie en ces temps de restrictions de guerre, les All-Stars ont un bus équipé avec eau chaude et froide, ventilation et couchettes et reçoit des bons d'essence du gouvernement. L'orchestre bénéficie du soutien de Mary McLeod Bethune, fondatrice du National Council of Negro Women (en) qui a obtenu d'Eleanor Roosevelt l'autorisation pour le bus de circuler n'importe où dans le pays. L'orchestre peut jouer dans des lieux prestigieux tels le Paramount Theater, le Howard Theatre (en), et même à Broadway. Ils se produisent plusieurs fois à l'Apollo Theater entre 1942 et 1944, croisant les chemins d'Ella Fitzgerald, Moms Mabley et du duo Butterbeans and Susie (en).

## Membres
La composition des All-Stars varie au cours de son histoire. 
- Dolly Jones Armenra - trompette
- Edna Williams - trompette
- Jean Starr (en) - trompette
- Nova Lee McGee - trompette
- Thelma Lewis - trompette
- Flo Jones - trompette
- Lela Julius- Trombone
- Jessie Turner - Trombone
- Sammy Lee Jett - Trombone
- Ellarize Thompson - saxophone alto, flûte, clarinette et violon
- Alma Cortez - Baritone saxophone
- Lorraine Brown Guilford - saxophone
- Josephine Boyd - saxophone
- Margaret Backstreet "Padjo" - saxophone
- Edith Farthing - contrebasse
- Violet "Vi" M. Wilson - contrebasse